# 1922年海底火山
1922年海底火山是印度尼西亚的一座海底火山，位于苏拉威西海靠近桑义赫群岛处，海平面以下5,000（16,000英尺）。1922年海底火山因其于1922年被发现而得名，成因是自1912年开始的一系列水下地震。

## 资料来源
1. 1 2  . Global Volcanism Program. Smithsonian Institution.   [2006-12-31]. （原始内容存档于2020-11-14） （英语）.
2. ↑  . Centre of Volcanology & Geological Hazard Mitigation. Volcanological Survey of Indonesia.   [2006-12-31]. （原始内容存档于2007-09-29） （英语）.